# Воропуни
Воропу́ни — деревня в Торжокском районе Тверской области. Относится к Богатьковскому сельскому поселению, образованному в 2005 году, до этого центр Воропунивского сельского округа, в который входили 16 деревень.
Находится в 38 км к юго-западу от города Торжка, в 6 км к северу от Берново Старицкого района.
Население по переписи 2002 года — 112 человек, 60 мужчин, 52 женщины.

## История
В конце XVIII — начале XIX века деревня Варапуни (Воропуни) входила в состав имения Вульфов (усадьба в Берново). В 1859 году во владельческой деревне Варапуни Старицкого уезда 26 дворов, 208 жителей. В 1886 году в деревне Воропунь 41 двор, 245 жителей, мелочная и винная лавки; деревня входит в Берновскую волость Старицкого уезда и принадлежит к Берновскому приходу (церкви Успения  (недоступная ссылка)).
В 1940 году деревня Воропуни (42 двора, школа) в Бибиковском сельсовете Высоковского района Калининской области. Во время Великой Отечественной войны деревня была оккупирована в конце октября 1941 года, освобождена 29 декабря того же года. На фронтах (1941—1945) погибли 22 уроженца деревни.
После войны Воропуни центр сельсовета, с 1963 года в Торжокском районе.
В 1996 году — 40 хозяйств, 136 жителей. Администрация сельского округа, центральная усадьба колхоза «Ленинец», сельское отделение почтовой связи, медпункт.
В деревне выросли братья Рысенковы (Василий и Михаил Николаевичи), оба члены Союза писателей России, поэты.